# Patissa aenealis
Patissa aenealis är en fjärilsart som beskrevs av George Francis Hampson 1898. Patissa aenealis ingår i släktet Patissa och familjen Crambidae. Inga underarter finns listade i Catalogue of Life.